# Virtual
Termenul virtual este un concept care se aplică în multe domenii, în care prezintă diverse conotații, neunitare. Astfel, în filozofie „virtual” este proprietatea unei entități de a nu fi reală, entitate care însă, chiar și în aceste condiții, poate avea unele trăsături foarte apropiate sau chiar identice cu cele ale unui obiect real corespunzător. În vorbirea curentă „virtual” mai poate să însemne și ceva real, dar având o implementare materială diferită de obiectul real corespunzător, de ex. o călătorie virtuală, un campion virtual.De multe ori termenul se referă la aplicații și servicii din Internet.
În engleză, de unde în ultima vreme provin mulți termeni care conțin cuvântul „virtual” sau „virtually”, acesta mai este utilizat și cu semnificația „aproape”. Exemplu: „That's virtually impossible.” (Asta-i aproape imposibil.). 
Cuvântul „virtual ”se poate referi la:

## În domeniulcalculatoarelor
- Virtual (calculatoare)
- Linie aeriană virtuală
- Virtual appliance
- Comunitate virtuală
- Dans virtual
- Virtual desktop
- Disc virtual, v. de ex. RAID
- Sistem de fișiere virtual
- Dosar virtual, mapă virtuală
- Funcție virtuală
- Glob virtual
- Găzduire web virtuală
- Tastatură virtuală
- Mașină virtuală (calculator virtual)
- Memorie virtuală - la sistemele de operare
- Rețea virtuală
- Imprimantă virtuală
- Telefax virtual
- Realitate virtuală (Virtual reality, prescurtat VR)
- Server virtual
- Lume virtuală

## Educație și afaceri
- Virtual business
- Virtual economy
- Virtual education
- Virtual learning environment
- Muzeu virtual
- Școală virtuală
- Team virtual
- Târg de mărfuri virtual
- Universitate virtuală
- Loc de muncă virtual

## Divertisment și recreație
- actor virtual
- artă virtuală
- orchestră virtuală - în muzică
- sex virtual
- studio virtual

## Matematică, fizică, medicină
- Virtual colonoscopy
- Virtual displacement
- Virtual image
- Virtual particle
- Pacient virtual
- Chirurgie virtuală

## Filozofie
- Virtual (filozofie)
- Artefact virtual

## Electronică și elecomunicații
- Canal virtual
- Circuit virtual
- Masă virtuală - punct de tensiune electrică nulă
- Coadă de așteptare virtuală
- Rețea privată virtuală (VPN) - rețea de comunicații aproape privată (cu privire la securitatea ridicată a datelor)